# Ramla Bay
Ramla Bay – zatoka w Republice Malty, u wybrzeży wyspy Gozo w okolicach miejscowości Xagħra. Znana ze względu na istniejącą tu piaszczystą plażę o nietypowej czerwonawej barwie piasku, której plaża ta zawdzięcza swoją maltańską nazwę Ramla il-Ħamra (Plaża Czerwonego Piasku). Na skalistych zboczach bezpośrednio przylegających do plaży znajduje się Calypso Cave (Jaskinia Kalipso), gdzie według miejscowej tradycji miałaby zamieszkiwać kiedyś nimfa Kalipso, u której schronił się Odyseusz (rolę tę przypisywano jednak również innym miejscom na wielu różnych wyspach Morza Śródziemnego i Oceanu Atlantyckiego). Jaskinia Kalipso jest w rzeczywistości zespołem połączonych jaskiń, mogących sięgać do samego morza. Na zboczu z drugiej strony znajduje się też jaskinia Tal-Mixta Cave (L-Ghar Tal-Mixta), z której rozpościera się widok na zatokę i plażę. Plaża Ramla zajęła 21 miejsce na świecie w rankingu The Guardian.